# Coenosia bequaerti
Coenosia bequaerti är en tvåvingeart som beskrevs av Charles Howard Curran 1935. Coenosia bequaerti ingår i släktet Coenosia och familjen husflugor.
Artens utbredningsområde är Kongo. Inga underarter finns listade i Catalogue of Life.